# 第184回国会
第184回国会（だい184かいこっかい）とは、2013年8月2日に召集された臨時国会。会期は8月7日までの6日間。

## 概要
参議院議員通常選挙後に開かれた臨時会。選挙により参院においても与党自民・公明両党が安定多数を確保し、衆参のねじれが3年ぶりに解消された。また共産党が非改選も含め11議席となり、党首討論、議案提案権を得た。

## 各党・会派の議席数
| 計480、2013年（平成25年）8月2日時点 - 自由民主党 - 294 - 民主党・無所属クラブ - 56 - 日本維新の会 - 53 - 公明党 - 31 - みんなの党 - 18 - 日本共産党 - 8 - 生活の党 - 7 - 社会民主党・市民連合 - 2 - 無所属 - 11 （議長：伊吹文明、副議長：赤松広隆を含む） | 計242、2013年（平成25年）8月6日時点 - 自由民主党 - 114 - 民主党・新緑風会 - 58 - 公明党 - 20 - みんなの党 - 18 - 日本共産党 - 11 - 日本維新の会 - 9 - 社会民主党・護憲連合 - 3 - 新党改革・無所属の会 - 3 - 生活の党 - 2 - 無所属 - 4 （議長：山崎正昭、副議長：輿石東を含む） |

## 今国会の動き
- 召集前
  - 6月26日：第183回国会閉会。
  - 7月1日：佐田玄一郎衆院議院運営委員長が引責辞任。
  - 7月21日：第23回参議院議員通常選挙が投開票。

- 会期中
  - 8月2日：
    - 召集。開会。
    - 参院議長、副議長選挙。副議長投票において、投票数が議員数より多いことがわかり、再投票が行われた（再投票は憲政史上初）。
    - 衆院議会運営委員長選挙。

  - 8月6-7日：
    - 参議院の内閣、外交防衛、財政金融の3委員長人事について自民党、民主党間で対立。

  - 8月7日：閉会。

## 常任委員長
| 委員長名           | 氏名     | 政党名       |
| ------------------ | -------- | ------------ |
| 内閣委員長         | 平井卓也 | 自由民主党   |
| 総務委員長         | 北側一雄 | 公明党       |
| 法務委員長         | 石田真敏 | 自由民主党   |
| 外務委員長         | 河井克行 | 自由民主党   |
| 財務金融委員長     | 金田勝年 | 自由民主党   |
| 文部科学委員長     | 松野博一 | 自由民主党   |
| 厚生労働委員長     | 松本純   | 自由民主党   |
| 農林水産委員長     | 森山裕   | 自由民主党   |
| 経済産業委員長     | 富田茂之 | 公明党       |
| 国土交通委員長     | 金子恭之 | 自由民主党   |
| 環境委員長         | 吉野正芳 | 自由民主党   |
| 安全保障委員長     | 武田良太 | 自由民主党   |
| 国家基本政策委員長 | 山本公一 | 自由民主党   |
| 予算委員長         | 山本有二 | 自由民主党   |
| 決算行政監視委員長 | 谷畑孝   | 日本維新の会 |
| 議院運営委員長     | 高木毅   | 自由民主党   |
| 懲罰委員長         | 近藤昭一 | 民主党       |

| 委員長名           | 氏名       | 政党名     |
| ------------------ | ---------- | ---------- |
| 内閣委員長         | 相原久美子 | 民主党     |
| 総務委員長         | 山本香苗   | 公明党     |
| 法務委員長         | 荒木清寛   | 公明党     |
| 外交防衛委員長     | 末松信介   | 自由民主党 |
| 財政金融委員長     | 塚田一郎   | 自由民主党 |
| 文教科学委員長     | 丸山和也   | 自由民主党 |
| 厚生労働委員長     | 石井みどり | 自由民主党 |
| 農林水産委員長     | 野村哲郎   | 自由民主党 |
| 経済産業委員長     | 増子輝彦   | 民主党     |
| 国土交通委員長     | 加藤敏幸   | 民主党     |
| 環境委員長         | 佐藤信秋   | 自由民主党 |
| 国家基本政策委員長 | 藤田幸久   | 民主党     |
| 予算委員長         | 山崎力     | 自由民主党 |
| 決算委員長         | 金子原二郎 | 自由民主党 |
| 行政監視委員長     | 江口克彦   | みんなの党 |
| 議院運営委員長     | 岩城光英   | 自由民主党 |
| 懲罰委員長         | 北澤俊美   | 民主党     |